# 千手寺 (東大阪市)

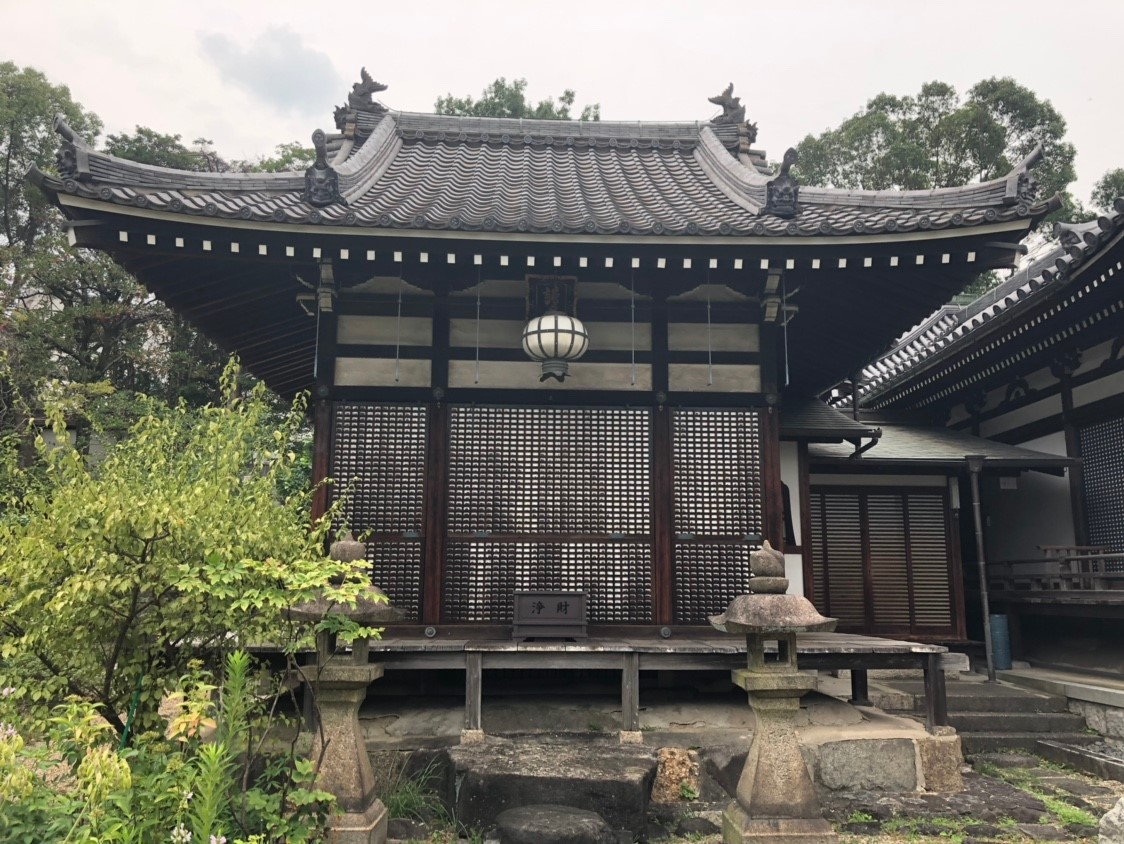
護摩堂

千手寺（せんじゅうじ）は、大阪府東大阪市にある真言宗系真言毘盧舎那宗の寺院。河内西国霊場第10番札所。

## 歴史
寺伝によれば、笠置山の千手窟で修行していた役行者が、神炎の導きにより、この地で千手観音の出現に出会い、堂宇を創建。
平安時代初期、弘法大師がこの寺に泊まった際、善女竜王が夢に現れ、補陀落山の香木を与えた。大師はこの木で千手観音像を刻し本尊とした。
その後、惟喬親王の乱で堂宇は消失したが、本尊の千手観音は深野池（現大東市鴻池新田あたり）に自ら飛入り、夜ごとに光を放った。それを見た在原業平がこれを救い出し、寺を再建した。
しかし、惟喬親王の乱は史実ではなく、これらの寺伝はあくまで伝説に過ぎない。

## 文化財

### 大阪府指定文化財
- 木造不動明王坐像 - 江戸時代 元禄15年（1702年）[1]

### 東大阪市指定文化財
- 木造不動明王立像（厨子入）
- 木造千手観音立像
- 絹本著色不動明王画像
- 密教法具

## 札所
河内西国霊場
9 光明寺　--　10 千手寺　--　11 来恩寺

## 交通
- 近鉄奈良線石切駅から徒歩5分
- 近鉄けいはんな線新石切駅から徒歩20分